# اسکیمو (فیلم)
اسکیمو (انگلیسی: Eskimo) فیلمی در ژانر درام به کارگردانی دبلیو. اس. ون دایک است که در سال ۱۹۳۳ منتشر شد. از بازیگران آن می‌توان به دبلیو. اس. ون دایک و جو سایر اشاره کرد.